# Playrix
PlayrixまたはPlayrix Entertainmentは、アイルランドのダブリンに本社を置くのモバイルゲーム及びPC/Macのゲーム開発企業。同社は複数のオフィスを持ち3000 人以上を雇用している。同社は4つのfree-to-playのモバイルゲーム(『Gardenscapes』『Township』『Fishdom』『Homescapes』)をリリースしており、これらのプロジェクトはいずれも2016年のリリース以来、iOSおよびGoogle Playの収益性の高いゲームトップ50に入っている。
Playrixは2021年に80億ドルの評価を受けました。 2023年時点で、Playrixは収益において世界で3番目に大きなモバイルゲーム開発会社となっています。

## 歴史

### プレイリックスの設立
Playrixを設立する前、イーゴリとドミトリー・ブフマン兄弟は、まだ学生だった頃に一緒にいくつかのシンプルなコンピューターゲームを開発していました。彼らの最初のゲームは「Xonix」という名前で、Pentium 100プロセッサを搭載したコンピューターで開発されました。このゲームは、1か月の開発期間を経て2001年にリリースされました。[1] 同年後半に、「Xonix」に似たゲーム「Discovera」をリリースしました。兄弟はこのゲームの価格を15ドルに設定し、200のアプリカタログにアップロードしました。初月の収益は60ドルでした。6か月後、ブフマン兄弟は2作目のゲームをリリースし、月の収益は200ドルに増加、2台目のコンピューターを購入することができました。その後6か月後にはさらに別のゲームをリリースし、プログラマーから購入したスクリーンセーバーの販売も始めました。
2004年までに、イーゴリとドミトリー・ブフマンは3つのゲームと30のスクリーンセーバーをリリースし、初めて月間収益が1万ドルに達しました。 彼らは正式にPlayrixを設立し、ヴォログダにオフィスを借りて、10人の従業員を雇いました。当初、同社は主に家庭用コンピューター向けのシンプルなパズルゲームをデザインしていました。 2007年末までに、同社は約15本のカジュアルゲームと初のPCゲームをリリースし、月間収益は30万ドルに達しました。

### Company growth through mobile games
2009年、Playrixはモバイル向けの無料プレイゲームの開発に興味を持ち、PCゲームの制作も継続しました。モバイルゲーム開発会社「Perfect Play Studio」は、モスクワとブリャンスクを拠点とし、2009年にWebGamesとして設立され、2010年に市場に参入しました。その後、2020年にPerfect Playに改名し、Playrixの一部となりました。
2012年、PlayrixはFacebook上で初のゲーム「Township」をリリースしました。このゲームはFacebookの収益上位50位のゲームの1つとなり、35万人の日間アクティブユーザーを獲得しました。1年後、「Township」はPlayrix初のiOS向けゲームとしてリリースされ、その後Androidでも提供されました。次の7年間で、このゲームは約2億5000万回ダウンロードされました。
2013年4月、Playrixは本社をダブリンに移転しました。会社は2015年にリモートワークを開始し、2016年には中央オフィスの従業員よりも多くのリモート従業員を抱えるようになりました。
2015年4月末、同社は2作目の無料プレイモバイルゲーム「Fishdom: Deep Dive」のリリースを発表しました。続いて、Playrixは「Gardenscapes」（2016年）と「Homescapes」（2017年）をリリースしました。前者は2019年末までに15億ドルの収益をもたらしました。その後、「Wildscapes」（2019年）と「Manor Matters」（2019年）の2つのゲームもリリースしました。
2016年末に同社は世界で最も売上が多いゲーム開発企業トップ20に入った。
2017年8月、PlayrixInはヨーロッパで売上が最も多いモバイルゲーム開発企業になり、同年9月時点でAndroidで9番目に高く iOSで10番目に高かった。

### 買収と新規開発
2018年初め、ブフマン兄弟は会社の売却を検討しましたが、最終的には他のゲーム会社への投資を選びました。2018年、Playrixはヨーロッパ最大級のゲーム開発会社の1つであるNextersの43%の株式を取得しました。同年、PlayrixはiOSとAndroidで世界第9位の収益を上げたゲーム出版社となりました。
2019年、Playrixの収益は約17億ドルに達しました。約1億ドルがヨーロッパのゲームスタジオの株式購入に使われました。2019年8月、Playrixはベラルーシの会社Vizor Gamesに投資しました。同年10月、Playrixはウクライナの会社Zagrava Gamesを買収し、ロシアのゲーム開発会社Alawar Gamesも統合しました。その12月には、セルビアの会社Eipix Entertainmentを買収しました。
2020年5月、PlayrixはアルメニアのスタジオPlexonicを買収し、6月にはクロアチアのスタジオCateia Gamesを買収しました。この買収戦略により、会社は急速に成長しました。2020年時点で、Playrixは世界25か所のオフィスで2,500人以上を雇用していました。2021年3月、PlayrixはウクライナのスタジオBoolat Gamesを買収しました。
2022年、同社はロシアとベラルーシ市場からの撤退を発表し、その後ロシア支社を閉鎖した。影響を受ける国の従業員は他の地域に移転した。

## 会社組織
Playrixはアイルランドのダブリンに本社を置き、イーゴリとドミトリー・ブフマン兄弟が所有および経営しています。2023年度のPlayrixの収益は約18億3000万ドルでした。最大の販売市場は、アメリカ、中国、日本です。
Playrixの従業員数は3000人を超え、アイルランド、セルビア、キプロス、アルメニア、カザフスタン、ウクライナに支社がある。

## 財務
2020年の新型コロナウイルスのパンデミックの際、Playrixはダウンロード数と利益の増加を報告しました。パンデミックに対応して、2020年4月、Playrixは2,100人の全従業員に対し、財政支援として一律650ドルの特別支給を行いました。
2020年、App Annieによると、「Gardenscapes」と「Fishdom」はそれぞれ1億9,000万回と1億2,000万回ダウンロードされました。その結果、Playrixのダウンロードとゲーム内購入による収益は、わずか8か月で17億5000万ドルに増加しました。広告からの利益は、同社の総収益のわずか3%でした。月間アクティブプレイヤー数も1億8,000万人に増加しました。2021年時点で同社の評価額は80億ドルでした。Playrixは2021年の収益に基づく世界第4位のモバイルゲーム開発会社で、27億ドルを稼ぎました。
2019年4月、イーゴリとドミトリー・ブフマンは初めてブルームバーグ・ビリオネア指数に登場し、それぞれの純資産は14億ドルでした。2020年9月時点で、ブルームバーグ・ビリオネア指数によると、兄弟それぞれの資産価値は39億ドルに達しました。2024年には、The Sunday Timesが彼らの合計純資産を166.6億ドルと報じました。

## ゲーム一覧

### 現在の試合
| 年   | タイトル                | Microsoft Store | macOS | Android | iOS | Facebook Platform | Amazon | Samsung Galaxy Store | BlackBerry World |
| ---- | ----------------------- | --------------- | ----- | ------- | --- | ----------------- | ------ | -------------------- | ---------------- |
| 2012 | Township                | Yes             | Yes   | Yes     | Yes | Yes               | Yes    | Yes                  | No               |
| 2016 | Fishdom                 | Yes             | Yes   | Yes     | Yes | Yes               | Yes    | Yes                  | No               |
| 2016 | Gardenscapes: New Acres | Yes             | Yes   | Yes     | Yes | Yes               | Yes    | Yes                  | Yes              |
| 2017 | Homescapes              | Yes             | Yes   | Yes     | Yes | Yes               | Yes    | Yes                  | Yes              |
| 2019 | Wildscapes              | Yes             | Yes   | Yes     | Yes | No                | No     | No                   | No               |
| 2019 | Manor Matters           | Yes             | No    | Yes     | Yes | No                | No     | No                   | No               |
| 2023 | Mystery Matters         | No              | No    | Yes     | Yes | No                | No     | No                   | No               |
| 2024 | Fishdom: Solitaire      | No              | No    | Yes     | Yes | No                | Yes    | No                   | No               |

### かつての試合
- 4 Elements
- 4 Elements II
- Around the World in 80 Days
- Atlantis Quest
- Rise of Atlantis
- Call of Atlantis
- The Path of Hercules
- Call of the Ages
- Royal Envoy
- Royal Envoy 2
- Royal Envoy 3
- Royal Envoy: Campaign for the Crown
- Brickshooter Egypt
- Around the World in 80 Days
- Fishdom
- Fishdom H2O: Hidden Odyssey
- Fishdom 2
- Fishdom: Spooky Splash
- Fishdom: Harvest Splash
- Fishdom: Frosty Splash
- Fishdom 3
- Aquascapes
- Fishdom: The Depths of Time
- Pocket Fishdom
- Gardenscapes
- Gardenscapes: Mansion Makeover
- Gardenscapes 2
- Farmscapes
- Barn Yarn

## 受賞（選考）
- 2016: Facebookゲーム・オブ・ザ・イヤー「Gardenscapes」受賞[52]
- 2018: Mobile Game AwardのBest Game Management & Live Ops部門で「Gardenscapes」が受賞[53]